# Грачиха
Грачиха (рос. Грачиха) — присілок в Ковернинському районі Нижньогородської області Російської Федерації.
Населення становить 63 особи. Входить до складу муніципального утворення Гавриловська сільрада.

## Історія
Від 2009 року входить до складу муніципального утворення Гавриловська сільрада.

## Населення
| 2002 | 2010 |
| ---- | ---- |
| 76   | ↘63  |